# Església de Sant Pere Nolasc (Barcelona)

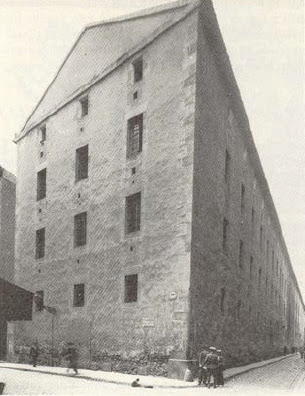
Antic Hospital Militar als carrers de Valldonzella i dels Tallers

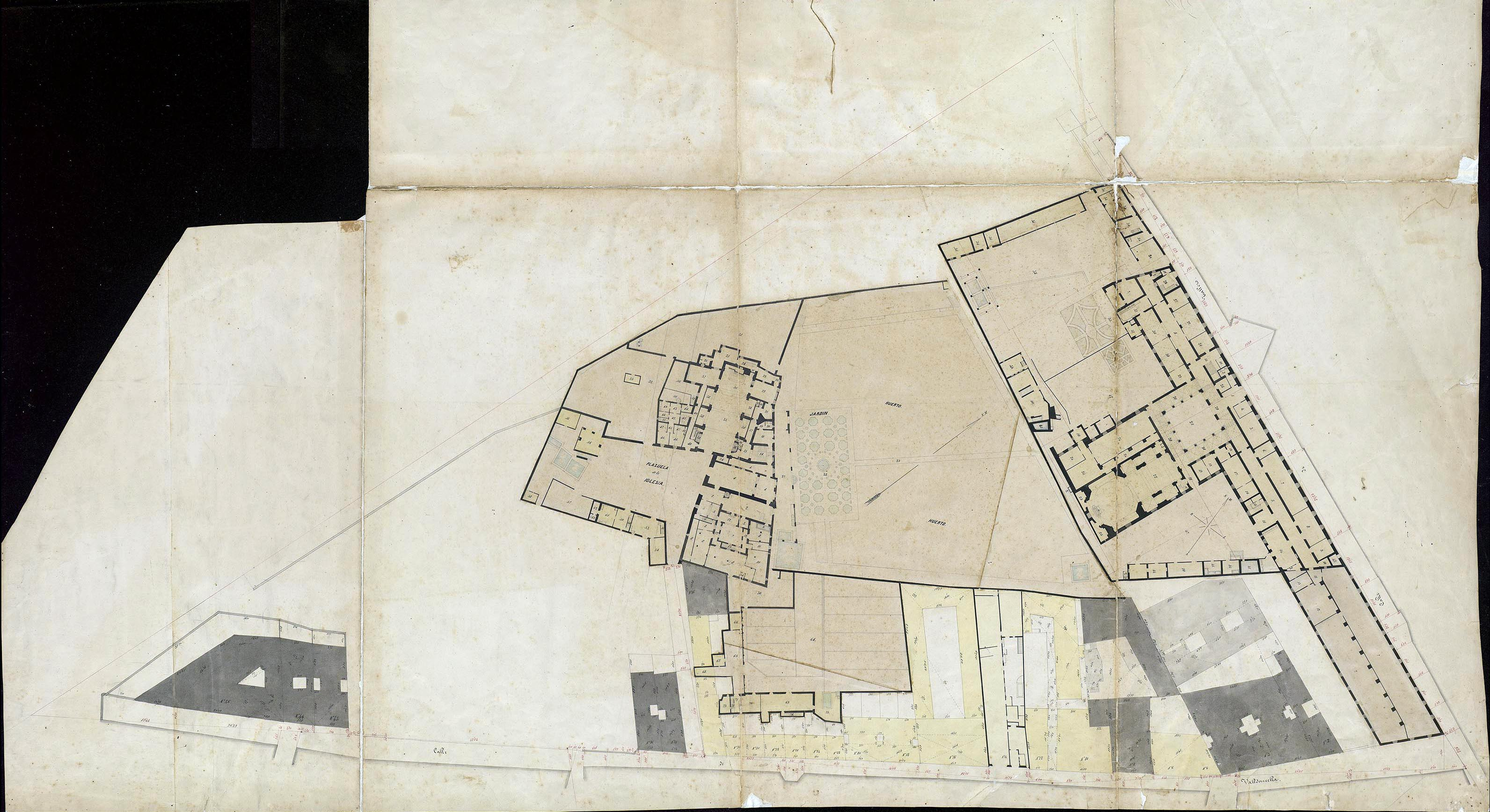
Quarteró núm. 79 de Garriga i Roca (c. 1860)

L'Església de Sant Pere Nolasc, antigament de Sant Sever i Sant Carles Borromeu, és un edifici situat a la plaça de Castella del Raval de Barcelona, catalogat com a bé cultural d'interès local. És l'única part que queda de l'antic convent dels Paüls, anomenat Casa de la Missió o  de Sant Sever.

## Història
El 1703, l'ardiaca Francesc Senjust i Pagès va fundar la Congregació de la Missió de Sant Vicenç de Paül a Barcelona. El 2 de gener del 1705, el bisbe barceloní Benet de Sala atorgà el permís per a posar la primera pedra del convent, que es construiria al carrer dels Tallers. El 1729 hi va ingressar Philippe-Emmanuel de Bette com a germà coadjutor, qui va sufragar la construcció de l'església. Vers l'any 1800, el pintor d'origen provençal Joseph-Bernard Flaugier, que poc després seria nomenat director de l'escola de la Llotja, s'encarregà de la redecoració de l'església conventual.
El 1808 van entrar les tropes franceses a Barcelona, amb més de 5.000 soldats, i l'hospital de la Santa Creu va ser insuficient per acollir tots els soldats ferits, tant espanyols com francesos. S'habilità el monestir de Santa Maria de Jonqueres com a hospital, però a mitjans de gener del 1809 ja no disposaven de més llits i es va habilitar com a hospital militar la Casa de Sant Sever. El 1816, els Paüls tornaren al convent i l'hospital militar retornà a l'antic convent de Jonqueres.
L'agost de 1821 es va declarar una epidèmia de febre groga a Barcelona. Al mes següent, l'Ajuntament va decidir utilitzar el convent com a hospital per als afectats, fins al desembre, quan va finalitzar l'epidèmia, que es calcula que va causar 8.821 morts. A l'hospital del Seminari hi va haver 127 defuncions el mes de setembre i el mes d'octubre hi van ingressar 1.078 malalts, dels que van morir 787. A principis del 1822, els Paüls ocuparen altra vegada el convent, fins que a la primavera del 1823 l'estat espanyol els tornà a reclamar-lo com a hospital militar. Els frares es van traslladar provisionalment al col·legi dels Trinitaris, situat a la cantonada dels carrers del Peu de la Creu i dels Àngels, i el 1824 a la torre d'estiueig del Virrei del Perú a Gràcia.
El 1829, el govern va adquirir el convent i el 1832 es destinà a fàbrica de tabacs, traslladant els malalts al de Jonqueres. Els frares van adquirir uns terrenys al costat de la Muralla de Terra, prop del Jardí Botànic, per a construir-hi un nou convent, incendiat durant la bullanga de 1835. A causa dels bombardejos de desembre del 1842, que malmeteren el convent de Jonqueres, el 1843 es traslladà de nou l'hospital militar a la Casa de Sant Sever. El 1865, fou equipat amb gas d'Arbós com a font d'enllumenat i calefacció, i el 1880 s'hi feren millores, però sense acabar de resoldre'n els problemes estructurals. Des del 1939, va servir per a atendre presoners rojos ferits o malalts, fins que al 1942 va ser tancar i els malats van ser traslladats al nou Hospital Militar a Vallcarca.
L'edifici va ser transferit a l'Ajuntament de Barcelona, que el 1943 va enderrocar-lo per tal d'obrir l'actual plaça de Castella, conservant únicament l'església, ateses la seva arquitectura i la importància de les pintures murals. La restauració va anar a càrrec de l'arquitecte municipal Adolf Florensa i Ferrer, que va projectar un conjunt aïllat, suprimint el claustre i construint un nou pòrtic d'accés amb peces d'aquest, així com un nou campanar a la banda esquerra de la façana, a joc del ja existent a l'altre costat. Arran de les obres, l'any 1945 es va posar al descobert la cúpula hemisfèrica original, oculta fins llavors rere la cúpula rebaixada ornada per Flaugier, i que conserva les restes d'una composició pictòrica que representa la Coronació de la Mare de Déu per la Santíssima Trinitat. Un cop finalitzada la restauració, l'Ajuntament en lliurà l'usdefruit a l'orde dels Mercedaris, que en prengueren possessió el setembre de 1947 amb la inauguració del plafó ceràmic obrat per Joan Givernau a la façana principal.
El 22 d'agost de 1969, l'església fou erigida com a parròquia sota l'advocació de Sant Pere Nolasc, fundador de l'orde. Els darrers treballs de restauració, dirigits per l'Ajuntament entre 1998 i 1999, han servit per consolidar la cúpula originària, de la que es va extreure un fragment pictòric de 50x40 cm, actualment exposat vora l'altar major.

## Descripció
El convent estava envoltat al nord pel carrer dels Tallers, a l'est pel carrer de Valldonzella, al sud l'horta del monestir del mateix nom, i a l'oest per la muralla. Construït entre els anys 1705 i 1716, en una etapa de transició cap al neoclassicisme, era de planta rectangular i de quatre pisos, podia acollir fins a 800 malalts. La porta principal estava al carrer dels Tallers, d'aquesta s'accedia a un claustre, i d'aquest a l'església dedicada a Sant Sever i Sant Carles Borromeo. A la planta baixa hi havia la farmàcia, els magatzems, la cuina, la sala de banys i un armari rober. Als tres pisos hi havia les sales per als malalts i les habitacions dels metges de guàrdia. L'edifici era humit i malsà, amb una flaire desagradable que provenia dels lavabos. A més, l'aire del barri estava impregnat de fum negre provinent de les indústries properes, com la fàbrica Bonaplata, Vilaregut, Rull i Cia.
L'església és una construcció actualment aïllada al bell mig de la plaça de Castella. La façana principal, fruit de la restauració duta a terme per Adolf Florensa, presenta la porta principal protegida per cinc trams de pòrtic allindanat sobre columnes toscanes de pedra, elements reaprofitats de l'antic claustre conventual. A l'interior hi ha el portal d'accés, fet amb pedra de Montjuïc i flanquejat per dues pilastres corínties que sostenen un frontó triangular. L'entaulament conté el bust esculpit d'un querubí.
Les façanes estan revestides amb morter de color crema, a excepció feta dels principals elements arquitectònics (cadenes d'angle, pilars i obertures) i ornamentals (cornises i frontons). Damunt del pòrtic que protegeix l'accés hi ha una gran balconada tancada amb balustres de pedra al que s'accedeix per mitjà de dues portes ubicades a la base de les torres. Aquesta balconada està presidida per un plafó ceràmic obrat l'any 1947 en estil neobarroc per Joan Guivernau, que presenta la Mare de Déu de la Mercè i Sant Pere Nolasc amb la ciutat i el port de Barcelona al fons. Aquest plafó presenta un potent emmarcament petri en forma d'arc escarser motllurat vinculat a un òcul superior que dona llum a l'interior del cor de l'església. La part superior de la façana compta amb dues torres-campanar de planta quadrangular, acabades amb pedra i ornades amb pilastres toscanes i un arc de mig punt per cada costat. Aquestes torres flanquegen la teulada de l'església, que fa aparent la seva formulació de doble vessant a través d'un cornissament de perfil triangular.
Les dues façanes laterals són pràcticament idèntiques i destaquen per la seva austeritat. Tanmateix, cal ressaltar la presència del contrafort que sosté la volta amb el seu perfil corb i els brolladors que s'hi adossen, esculpits en forma de voluta. El presbiteri es fa evident a les façanes laterals per mitjà del seu perfil en doble vessant i angles arrodonits i, sobretot, per l'obertura dels finestrals que il·luminen l'interior, emmarcats amb llindes i muntants petris motllurats coronats per un frontó semicircular sobre mènsules. Des d'aquesta banda també es pot observar la gran cúpula que corona el presbiteri, amb una base coberta amb rajoles de cartabó i un desenvolupament en escates de ceràmica vidrada groga i verda. Rematant la cúpula, hi ha un gran gerro de flors de pedra. Encara que les cúpules de ceràmica són més habituals a l'arquitectura de l'extrem meridional de Catalunya i al País Valencià, a Barcelona també hi ha un exemplar similar i contemporani a aquesta a la Capella de la Ciutadella. La façana posterior, molt intervinguda per Florensa, recull les dependències de l'església i evidencia la presència del cambril de la verge per mitjà d'una estructura flotant i de l'absis per mitjà d'un cornisament de perfil circular.
L'església presenta una sola nau amb quatre capelles laterals intercomunicades, amb tribuna superior i un cor elevat als peus. La nau està coberta per una volta de canó amb llunetes, i els arcs torals reposen sobre grans pilastres de capitell compost. Les capelles laterals, cobertes amb voltes d'aresta contenen quatre retaules del segle xviii: el de la Crucifixió, el del Sagrat Cor, el de Sant Ramon Nonat i el de Sant Josep.
El presbiteri, de grans dimensions, es troba al fons d'un fals transsepte cobert per una cúpula rebaixada sobre petxines i sense tambor. Aquest espai va ser decorat amb pintures murals al fresc de Joseph-Bernard Flaugier, que hi realitzà una de les seves obres cabdals, tant per la qualitat dels seus acabats com per llurs dimensions (387 m²). El fresc que orna el presbiteri és una obra mestra del trompe-l'oeil que multiplica visualment la profunditat de l'església i serveix d'emmarcament al cambril, presidit per una imatge de la Verge de la Mercè. Consisteix en un fals baldaquí format per pilastres i columnes compostes de color gris i ocre a imitació de la pedra natural i l'or, tot ornat amb falses escultures monumentals. Flanquejant el cambril, s'hi veuen les figures de Sant Pere i de Sant Pau. El cos superior consisteix en un entaulament mixtilini ornat a base de grans volutes on reposen les figures de les patrones de Barcelona: Santa Eulàlia (amb la creu en aspa on va ser martiritzada) i Santa Madrona (amb el vaixell amb què arribà a la ciutat, procedent de Tessalònica). Rematant aquest baldaquí hi ha un medalló amb un fals relleu de Jesucrist com a Bon Pastor.
Les petxines que sostenen la cúpula presenten el mateix joc de trompe-l'œil escultòric, ja que presenten en grisalla, com sortint dels murs, les figures de quatre pares de l'Església: Sant Gregori, Sant Ambròs, Sant Agustí i Sant Jeroni acompanyats d'àngels que sostenen llurs escrits. La cúpula reposa sobre un cornissament ornat a base de fullatge i un fris amb 24 àngels encarats a l'altar portant els estris de la celebració eucarística: un calze, un encenser, una campaneta, una mitra, etc. La cúpula es concebé com un immens òcul a través del qual es veu una glòria celestial en forma d'apoteosi a la Mare de Déu. S'hi pot veure la Verge entronitzada damunt d'un núvol coronada per la Santíssima Trinitat, acompanyada de Sant Josep amb la vara florida, dels apòstols (entre els quals destaca Sant Pere) i dels profetes (entre els quals destaquen Elies i Moisès). La composició es completa amb sants i santes fundadors d'ordes religiosos, monjos i cavallers en actitud orant i un cor d'àngels.
Els pilars cantoners sobre els quals reposen les petxines de la cúpula presenten quatre fornícules emmarcades amb motllures en estuc i que contenen les imatges policromades de quatre sants mercedaris: Santa Maria de Cervelló, Sant Pere Nolasc, Sant Serapi i Sant Pere Pascual. A la dreta de l'altar, sota la imatge de Santa Maria de Cervelló, hi ha el sagrari, una obra de fusteria policromada i sobredaurada que reemplaça un sagrari anterior, tancat amb una imatge de Crist, obra del cèlebre pintor Antoni Viladomat i Manalt.